# زارا سلطانة
زارا سلطانة (بالإنجليزية: Zarah Sultana)‏ (مواليد 31 أكتوبر 1993) هي سياسية وعضو في مجلس العموم عن حزب العمال البريطاني ممثلةً لدائرة جنوب كوفنتري منذ انتخابات 2019. تنتمي زارا إلى معسكر اليسار في حزب العمال، وهي من أنصار زعيم الحزب السابق جيرمي كوربين.

## النشأة والتعليم
ولدت زارا في 31 أكتوبر عام 1993، وهي مسلمة من أصول باكستانية. هاجر جدها في ستينات القرن المُنصرم من كشمير إلى مدينة برمنغهام، حيث نشأت هي هناك في إحدى أحياء الطبقة العاملة. درست الاقتصاد والعلاقات الدولية في جامعة برمنغهام.
انضمت إلى حزب العمال عام 2011، بعد أن أقدمت الحكومة آنذاك على زيادة الأقساط الجامعية ثلاثة أضعاف لتصل إلى 9,000 جنيه إسترليني.

## السيرة المهنية
كانت زارا الاسم الخامس في قائمة تضم سبعة مُرشحين عن حزب العمال لتمثيل دائرة ويست ميدلاندز في انتخابات البرلمان الأوروبي عام 2019، أي أنها كانت ستُنتخب في حال نجح حزب العمال في حصد خمسة مقاعد في تلك الدائرة، إلا أنهم حصدوا مقعداً واحداً فقط. وفي أكتوبر 2019، اختيرت زارا مُرشحةً عن حزب العمال لتمثيل دائرة جنوب كوفنتري بعدما أعلن جيم كونينغهام (مُمثل الدائرة آنذاك) نيته عدم الترشح مُجدداً. انتُخبت عضواً في مجلس العموم بعد تفوقها على مُنافسها المحافظ ماتي هيفن بفارق 401 من الأصوات في انتخابات 2019.
في مايو 2021، كانت زارا أحد الموقعين على عريضةٍ تُطالب زعيم حزب العمال كير ستارمر بإدانة استخدام العنف بحق المُصلين في المسجد الأقصى، وكذلك مُخططات الإجلاء الإسرائيلية لعائلات فلسطينية من منازلها في حي الشيخ جراح في القدس الشرقية.